# Roland LAPC-I

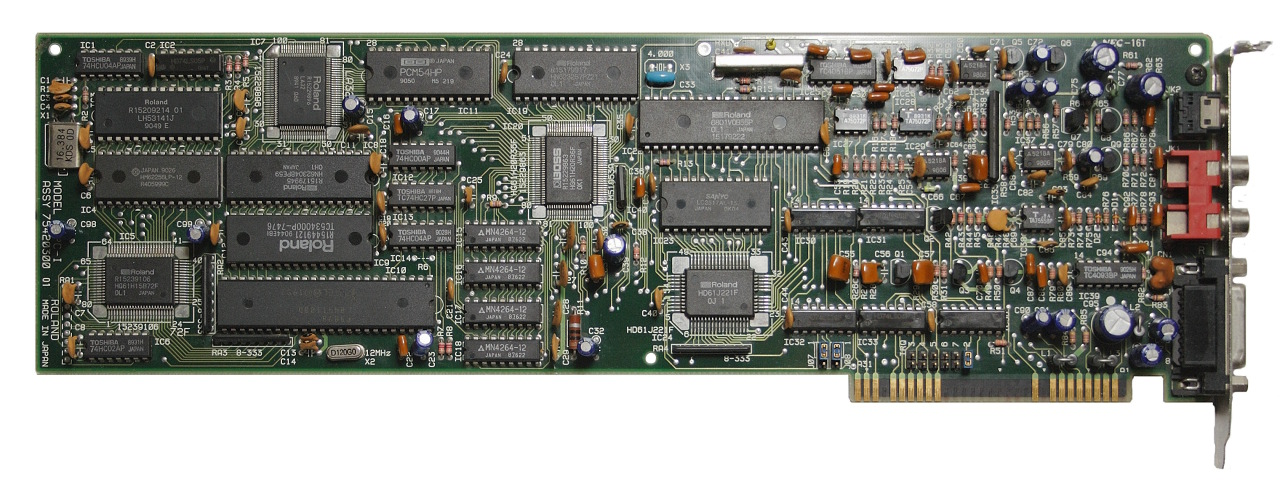
Una Tarjeta ISA "Roland LAPC-I"

La Roland LAPC-I es una tarjeta de sonido para los computadores IBM PC compatible producida por Roland Corporation. Básicamente consiste en una unidad compatible MT-32 Roland CM-32L y Una unidad MPU-401, integradas en una sola tarjeta de 8 bits de tipo ISA. Además de los distribuidores normales de Roland enfocados en los músicos, se distribuía en los EE. UU. por Sierra On-Line, para su uso con los Videojuegos de la misma compañía. El precio de venta de la tarjeta legaba a los $425 USD.
Sierra On-Line, fue fundamental para el trabajo en conjunto con Roland Corporation, en la introducción de módulos de sonido de gama alta y tarjetas de sonido en el mercado de los consumidores de juegos de computadoras, a finales de 1980 hasta principios de 1990.
La Roland LAPC-I venía sin software o accesorios, aunque no existía la necesidad de un software específico, ya que el MT-32 apareció como un periférico MIDI conectado a la MPU-401. Para conectar el LAPC-I a otros dispositivos, se requería un módulo de MCB-1. Además otro modelo llamado LAPC-N también fue lanzado para el sistema NEC PC-98. Y también para poder conectar el LAPC-N a otros dispositivos, se requería un módulo de MCB-2.
A menudo la tarjeta ha sido erróneamente llamada LAPC-1, pero las fotos del PCB de la tarjeta y la caja de la misma muestran la letra mayúscula "I" en lugar del número "1". Otras pruebas de esto se pueden encontrar en el manual del usuario, en el que se menciona el LAPC-I y MCB-1, que muestra claramente el uso específico de "I" en vez de "1". Se presume que el "I" se refiere a "IBM PC", y la "N" a NEC.